# Autobahnkreuz Dortmund/Unna
Autobahnkreuz Dortmund/Unna (AK Dortmund/Unna, Kreuz Dortmund/Unna) – węzeł drogowy na skrzyżowaniu autostrad A1 i A44 oraz drogi krajowej B1 w kraju związkowym Nadrenia Północna-Westfalia w Niemczech. Nazwa węzła pochodzi od najbliższych miast: Dortmundu i Unny.

## Natężenie ruchu
Dziennie przez węzeł Dortmund/Unna przejeżdża blisko 165 tys. pojazdów.
| Z                    | Do                | Średnie dzienne natężenie ruchu |
| -------------------- | ----------------- | ------------------------------- |
| AS Unna-Zentrum (A1) | AK Dortmund/Unna  | 99 700                          |
| AK Dortmund/Unna     | AS Schwerte (A1)  | 102 500                         |
| AS Holzwickede (B1)  | AK Dortmund/Unna  | 55 800                          |
| AK Dortmund/Unna     | AS Unna-Ost (A44) | 68 500                          |